# 扣带皮层
扣带皮层（英文：Cingulate cortex）是位于扣带回的大脑皮层，位于大脑半球内侧面，可分为前扣带皮层、后扣带皮层等结构。扣带皮层在前侧由下至上从胼胝体附近延伸到扣带沟。根据布罗德曼分区系统，扣带皮层包括第23、24、25、29、30、31、32和33区。扣带皮层常被认为是边缘系统/边缘叶的一部分。

## 结构

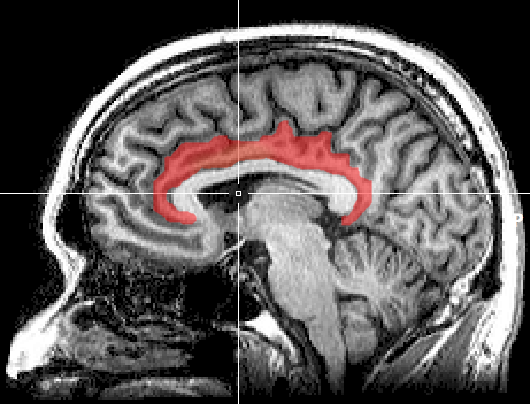
扣带回（红色标记处），扣带皮层是扣带回的灰质皮层

根据细胞结构，扣带皮层可分为布罗德曼分区系统第23、24、25、29、30、31、32和33区。

### 前扣带皮层
前扣带皮层（Anterior cingulate cortex，ACC) 位于布罗德曼第24、25、32、33区。前扣带皮层的前部延伸至膝下皮层（subgenual cortex）；而其背部常被称为“中扣带皮层”（midcingulate cortex），参与认知信息处理，尤其是奖励导向的决策制定。
前扣带皮层的结构为非粒状。前扣带皮层主要从丘脑前核接受信号输入，而丘脑前核接受乳头体-丘脑传入，乳头体神经元又接受海马下托区（Subiculum）的传入。这一链路称为帕佩兹环路。前扣带回通过扣带输出到丘脑前核和边缘系统的其它部分。

### 后扣带皮层
后扣带皮层（Posterior cingulate cortex，PCC）位于布罗德曼第23、29、30、31区。其中第29、30区通常称为压后皮层，尽管在位置上属于后扣带皮层，但在功能上压后皮层被认为是一处不同的区域。
其细胞结构为粒状。后扣带皮层从丘脑上核接受大量输入，丘脑上核本身接受海马下托区的输入。所以在某种程度上这一回路是帕佩兹环路的复制。后扣带皮层同时也从海马下托区直接接受输入。

### 其它结构
在扣带皮层的底部有一丛厚密的矢面平行神经纤维。在进化过程中，这一神经纤维丛显著增大。在人类这一纤维丛几乎已经达到可被解剖出来的地步。